# Dakkere
Dakkere est un petit village situé dans l'arrondissement de Meiganga, département du Mbéré, à l'Est de la région de l'Adamaoua au Cameroun.           

## Climat et relief
- Son climat est tempéré et son territoire est essentiellement recouvert par une savane et quelques arbustes. La savane, les bosquets et une forêt peu dense composent en fait sa végétation.
- La pluviométrie est répartie comme suit : les premières pluies débutent en mi-avril et s'arrêtent à la mi-septembre. Le relief est plat, traversé par des cours d'eau (Manbaka, Mandim…), avec une terre argileuse de couleur noire mais aussi orange, et il y a très peu de rochers sur ce sol.

## Histoire et politique
- Dakkere est un village né des migrations des populations autochtones à la recherche de nouveaux pâturages pour leurs troupeaux. Relief et végétation ont favorisé ensemble la sédentarisation de cette population en ces lieux.
- Dakkere est dirigé par un chef traditionnel de second degré, avec une population démocratique où, le RDPC et l'UNDP sont les principaux partis politiques.

## Éducation et population
- Le village possède une petite école d'enseignement primaire avec salle de classe pour trois niveaux (SIL_CP, CE1_CE2, CM1_CM2). Les écoliers, à la fin du cycle primaire, migrent pour l'un des villages (Nyambaka ou Gunbela) qui possède un collège un lycée ou un CES.
- Le village Dakkere s'étale sur 700 m2 environ avec des petites maisons espacées en paille.
- Des soins infirmiers sont délivrés sur place, les cas graves étant transférés au dispensaire de Babongo.

## Société et économie
- Foulbés, Mbérés, Mbums et Gbayas peuplent ce village. Ils sont à la fois éleveurs et cultivateurs.
- L'essentiel de l'économie de rente ici est basée sur la vente des vivres (haricots, légumes, maïs, patates, etc.) ; du bétail et la récolte de miel.
- Le transport se fait à l'aide des motocycles qui font les trajets de Dakkere à Babongo et vice versa, mais aussi, à l'aide des cars de transport qui proviennent du village Belel pour les autres localités de la région de l'Adamaoua (Mboulaï, Mboutou, Meidougou, Meiganga,  Babongo, Gunbela, Ngaoundéré, etc.).